# Sulfoconjugación
La sulfoconjugación es un sistema metabólico de eliminación de sustancias del organismo (tóxicos, fármacos, metabolitos…). Es una reacción de conjugación (con ión sulfato) de fase II que ocurre a nivel hepático. Consiste principalmente en la formación de ésteres de sulfato, los cuales son polares, solubles y se excretan fácilmente en la orina. El envejecimiento no afecta este proceso, al no afectar este factor al sistema enzimático involucrado en esta reacción.

## Reacción química
Se trata de la reacción entre un sulfato inorgánico y un grupo alcohol o fenol, de forma que el primero queda unido a la estructura del tóxico.
El sulfato necesita estar activado para participar en estas reacciones. En su activación este se convierte en APS (adenosina-5'-fosfosulfato) al reaccionar con ATP y a continuación en PAPS (3'-fosfoadenosina-5'-fosfosulfato), de nuevo por acción del ATP. Las enzimas que catalizan el traspaso del sulfato desde el PAPS, dador activado, hasta los sustratos son las sulfotransferasas (sulfokinasas), estas presentan variación isoenzimática, pero no son inducibles.
El sulfato procede de algún aminoácido sulfurado como la cisteína.

## Importancia a nivel toxicológico
La sulfoconjugación tiene gran relevancia a nivel toxicológico ya que la biotransformación de compuestos a este nivel puede dar lugar a la detoxificación de compuestos tóxicos (ej. del paracetamol) o a la activación de compuestos no tóxicos a tóxicos (ej. de estragol y anetol); además participa en el metabolismo de gran cantidad de xenobióticos y moléculas endógenas aparte de los ejemplos mencionados. 

### Paracetamol

Paracetamol

El paracetamol se metaboliza entre un 90 y un 95% en el hígado por reacciones de conjugación, y en su defecto de oxidación. La conjugación es un mecanismo fácilmente saturable, por lo que cuando tomamos dosis elevadas de paracetamol el hígado se ve obligado a utilizar vías metabólicas alternativas, como las reacciones de oxidación, que dan lugar a metabolitos hepatotóxicos y posiblemente nefrotóxicos (NAPQI).
Entre las reacciones de conjugación que intervienen en el metabolismo del paracetamol está la sulfoconjugación, que contribuye en un 30% de la metabolización total de la dosis ingerida de paracetamol.
Mediante la sulfoconjugación se forman metabolitos del paracetamol más solubles que la molécula original de forma que se facilita su excreción, además se evita la formación de N-acetilbenzoquinonimina (metabolito muy nefrotóxico formado por oxidación). Por tanto ayuda a la eliminación del paracetamol del organismo a la vez que evita su toxicidad.  

### Estragol y Anetol y sus metabolitos tóxicos
El estragol y el anetol forman parte de los aceites esenciales presentes en gran variedad de hierbas de uso común como el hinojo, la albahaca y el anís. El estragol es genotóxico y carcinogénico en roedores, lo que depende de la formación de 1'-sulfoxiestragol después de la hidroxilación y la posterior sulfoconjugación del primero. Recientemente también se ha planteado la hipótesis de que el anetol puede bioactivarse a 3’-sulfoxianetol a través de las mismas vías metabólicas. Se ha determinado la formación de aductos específicos con hemoglobina y ADN por parte de los metabolitos tóxicos de ambos.

### Implicación en el metabolismo de otros xenobióticos y compuestos endógenos
Es una reacción muy común de conjugación, por ello tiene gran importancia a nivel de la transformación tanto de xenobióticos como de compuestos endógenos. Entre ellos se incluyen:
- Hormonas tiroideas, esteroideas
- Proteínas
- Hormonas
- Compuestos que incluyan grupos fenólicos e hidroxilos alifáticos.
- Neurotransmisores e hidroxilaminas aromáticas
- Ácidos biliares
- Diversos fármacos como la morfina, el tapentadol o el tramadol